# Jan V. Bavor
Jan V., zv. Bavor, OPraem, pocházel z Čech z nezámožného šlechtického rodu. Byl řeholníkem v Praze na Strahově a olomouckým biskupem se stal na základě jmenování od krále Přemysla Otakara I. Jan V. však nepřispěl k rozkvětu moravské diecéze, Bartoloměj Paprocký o něm napsal, že "člověk to byl marnivý, opilec veliký, básněmi se zaneprázdňoval a k tomu marnotratník." [zdroj?] Když dne 1. 10. 1201 světil v Milevsku oltář ke cti sv. Jiljí, zhroutil se při mši sv. během proměňování a ještě týž večer po setmění zemřel.